# Ukiangang Point
Ukiangang Point är en udde i Kiribati.   Den ligger i örådet Butaritari och ögruppen Gilbertöarna, i den norra delen av landet, 190 km norr om huvudstaden Tarawa.
Terrängen inåt land är mycket platt.  Närmaste större samhälle är Ukiangang Village, 1,2 km norr om Ukiangang Point. 